# کینگزپرت (تنسی)
کینگزپرت(به انگلیسی: Kingsport) شهری در ایالت تنسی کشور ایالات متحده آمریکا است که جمعیت آن در سرشماری سال ۲۰۱۰ میلادی، ۴۸٬۲۰۵ نفر بوده‌است.